# Ptychopseustis argentisparsalis
Ptychopseustis argentisparsalis là một loài bướm đêm trong họ Crambidae.